# نقيلة (حوسبة)

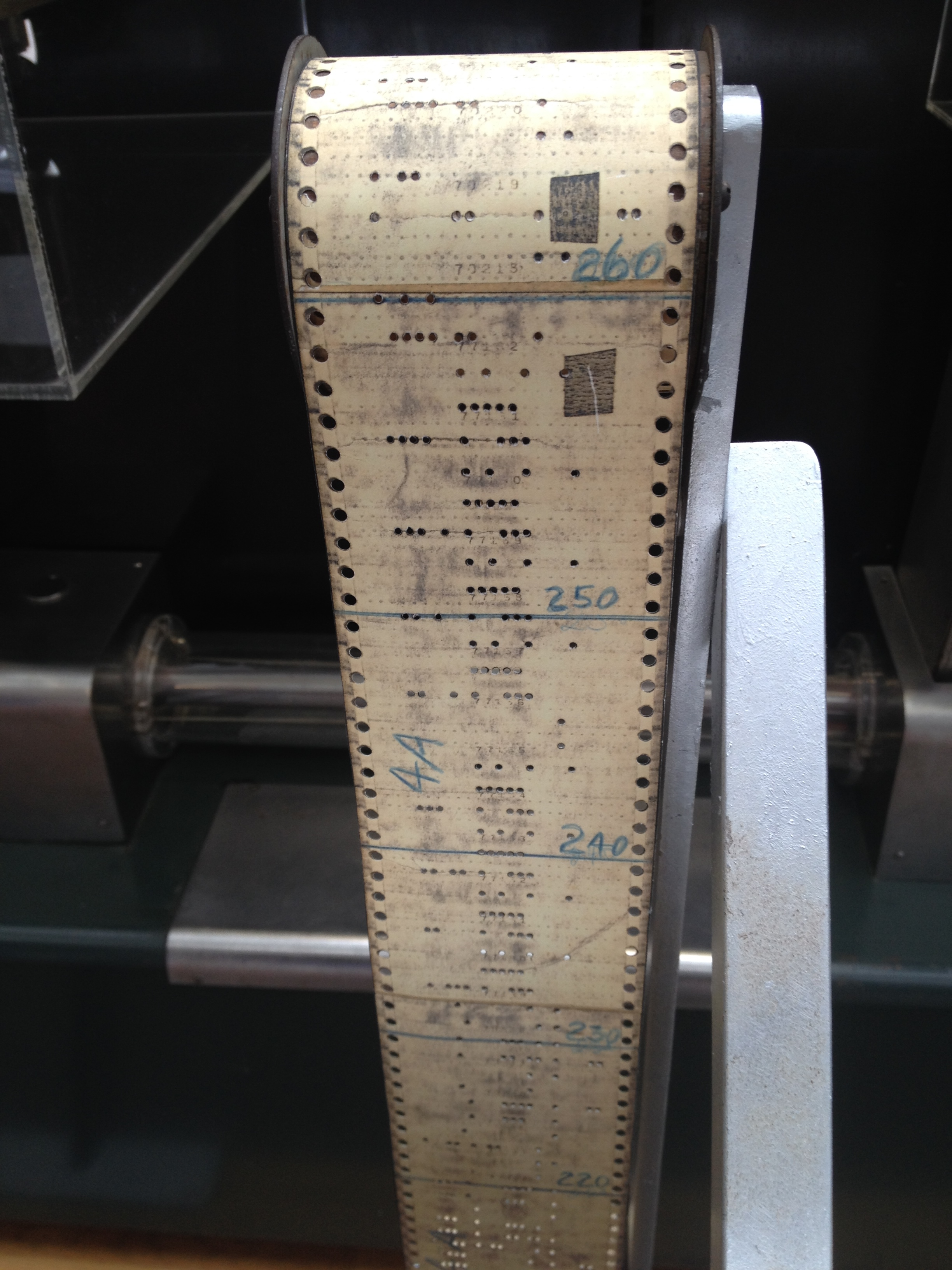
أقدم نقيلة (باتش) موجودة

نقيلة (بالإنجليزية: Patch)‏ وتنقحر: باتش، هي برنامج مصمم لإصلاح المشكلات أو لتحديث برنامج حاسوب أو البيانات الداعمة له. وهذا يشمل تحديد نقاط الضعف الأمنية والأخطاء الأخرى، وتحسين قابليتها للاستخدام أو أدائها. على الرغم من أن الهدف منها هو إصلاح المشاكل، لكن يمكن للرقع ذات التصميم السيئ أن تتسبب في بعض الأحيان بمشاكل جديدة. قد يكون حجم الرقعة بضع كيلو بايتات وقد يصل إلى مئات الميغابايتات حيث أن التغيرات المهمة في الغالب تعني حجم أكبر.

## ألعاب الفيديو
تحصل ألعاب الفيديو على الترقيعات لعلاج مشاكل التوافق بعد الإصدار الأولي لها تماما مثل أي برنامج آخر، ولكن يمكن أيضا أن تطبق لتغيير قواعد اللعبة أو الخوارزميات.